# Pteris krameri
Pteris krameri là một loài dương xỉ trong họ Pteridaceae. Loài này được J.Prado & A.R.Sm. mô tả khoa học đầu tiên năm 2002.
Danh pháp khoa học của loài này chưa được làm sáng tỏ. 